# Sound Room
『Sound Room』（サウンドルーム）は、TBSテレビで2013年11月11日から、2014年3月24日まで毎週月曜日の23:58 - 翌0:28 （JST）に放送されていた音楽番組である。

## 概要
MCは中居正広とリリー・フランキーの2人で、毎回2～3組のアーティストが登場して歌とトークを展開する。

## 出演者

### MC
- 中居正広（当時SMAP）
- リリー・フランキー

## ネット局
- あくまで全編ローカルセールス枠のため、同時ネット局であっても、編成の都合上、臨時非ネットとすることがある。

| 放送対象地域   | 放送局                | 系列    | 放送日時                     | 放送期間                       | 遅れ日数   |
| -------------- | --------------------- | ------- | ---------------------------- | ------------------------------ | ---------- |
| 関東広域圏     | TBSテレビ（TBS）      | TBS系列 | 月曜 23:58 - 翌0:28          | 2013年11月11日 - 2014年3月24日 | 制作局     |
| 岩手県         | IBC岩手放送（IBC）    | TBS系列 | 月曜 23:58 - 翌0:28          | 2013年11月11日 - 2014年3月24日 | 同時ネット |
| 宮城県         | 東北放送（TBC）       | TBS系列 | 月曜 23:58 - 翌0:28          | 2013年11月11日 - 2014年3月24日 | 同時ネット |
| 山形県         | テレビユー山形（TUY） | TBS系列 | 月曜 23:58 - 翌0:28          | 2013年11月11日 - 2014年3月24日 | 同時ネット |
| 福島県         | テレビユー福島（TUF） | TBS系列 | 月曜 23:58 - 翌0:28          | 2013年11月11日 - 2014年3月24日 | 同時ネット |
| 静岡県         | 静岡放送（SBS）       | TBS系列 | 月曜 23:58 - 翌0:28          | 2013年11月11日 - 2014年3月24日 | 同時ネット |
| 石川県         | 北陸放送（MRO）       | TBS系列 | 月曜 23:58 - 翌0:28          | 2013年11月11日 - 2014年3月24日 | 同時ネット |
| 北海道         | 北海道放送（HBC）     | TBS系列 | 月曜 23:58 - 翌0:28          | 2014年1月20日 - 3月24日        | 同時ネット |
| 岡山県・香川県 | 山陽放送（RSK）       | TBS系列 | 月曜 23:58 - 翌0:28          | 2013年11月18日 - 2014年4月7日  | 7日遅れ    |
| 中京広域圏     | 中部日本放送（CBC）   | TBS系列 | 火曜 0:57 - 1:30（月曜深夜） | 2013年11月19日 - 2014年4月1日  | 8日遅れ    |
| 広島県         | 中国放送（RCC）       | TBS系列 | 木曜 0:58 - 1:28（水曜深夜） | 2014年2月13日 - 6月19日        | 87日遅れ   |

備考
- リリー・フランキーの出身地である福岡県のRKB毎日放送は非ネット[2]。
- 2014年1月13日放送分はTBS・静岡放送で『第22回全日本高等学校女子サッカー選手権大会・3回戦』放送することに伴い、1時間繰り下げて放送（14日 0:58 - 1:28（13日深夜））するが、通常時の同時ネット局の一部では臨時非ネットとする。

## スタッフ
- 構成：鈴木おさむ／若尾守重、美濃部達宏・播田ナオミ、矢島悦子、谷岡千江里
- ナレーション：小松由佳
- CG：ぴーたん
- TM：小澤義春
- PA：宮坂修
- 美術プロデューサー：中江大志
- 美術デザイナー：山口智広、中川日向子、鈴木直人
- 美術制作：串岡良太郎、桂誉和
- 装置：鈴木匡人、小野寺浩
- 装飾：川原栄一
- アクリル装飾：青木剛
- 楽器：高井啓光
- ヘアメイク：アートメイク・トキ
- 音響効果：伊藤誠、加藤博紀
- 編集：安藤賀一
- MA：青木有希
- 編成：時松隆吉
- 宣伝：鈴木慎治
- 技術協力：エヌ・エス・ティー、ティエルシー、ラ・ルーチェ、TBSテックス、タムコ
- 制作協力：クラリシオン、ファルコン、ボトム
- MP：木田将也
- AP：久松理絵、遠藤英里、佐藤誠子
- ディレクター・演出：伊藤大輔、岩本啓助、柴田猛司、石井日出子、黒本宏希
- プロデューサー：大木真太郎
- 製作著作：TBS